# Жетысуская область
Жетысуская область (каз. Жетісу облысы / Jetısu oblysy) — область на юго-востоке Казахстана, образованная в июне 2022 года путём выделения её из состава Алматинской области. Административный центр — город Талдыкорган.

## История
16 марта 2022 года президент Республики Казахстан Касым-Жомарт Токаев во время совместного заседания палат парламента выступил с посланием народу Казахстана, где выделил наличие проблем касательно агломерации города Алматы и предложил разделить Алматинскую область на две — Жетысускую и Алматинскую области.

Жители области в основном проживают в пригородах Алматы. При этом из Талдыкоргана непросто решать проблемы Узынагаша или, например, Талгара. К тому же людям приходится преодолевать большие расстояния, чтобы добраться до областного центра.
Учитывая эти и другие обстоятельства, предлагаю разделить данную область на Жетысускую и Алматинскую. Центром Алматинской области станет Капшагай, а Жетысуской – Талдыкорган.
Считаю, что эти шаги придадут мощный импульс развитию данного региона.— Касым-Жомарт Токаев
Область образована 8 июня 2022 года в соответствии с указом президента Казахстана от 4 мая 2022 года.
Её название в переводе на русский означает «Cемиреченская» и перекликается с Семиреченской областью на территории Казахстана в составе Российской империи — а именно является ее северо-восточной частью.
Жетысуская область в своих границах соответствует бывшей Талды-Курганской области, упразднённой в 1997 году.

## Административное деление

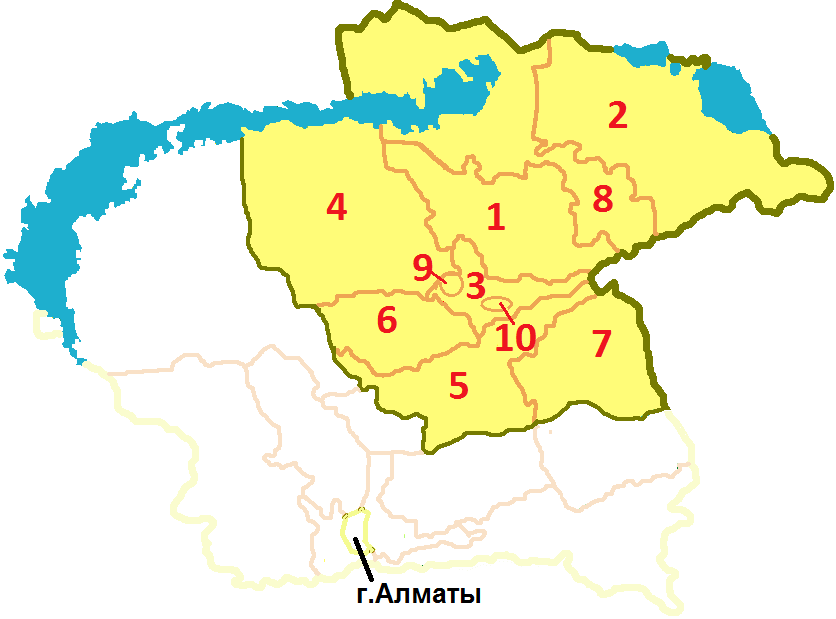
Административное деление области (2022 год)

Область состоит из 8 районов и 2 городов областного подчинения (городские акиматы):
1. Аксуский район — Жансугуров
2. Алакольский район — Учарал
3. Ескельдинский район — Карабулак
4. Каратальский район — Уштобе
5. Кербулакский район — Сарыозек
6. Коксуский район — Балпык-Би
7. Панфиловский район — Жаркент
8. Саркандский район — Сарканд
9. город Талдыкорган
10. город Текели

## Население

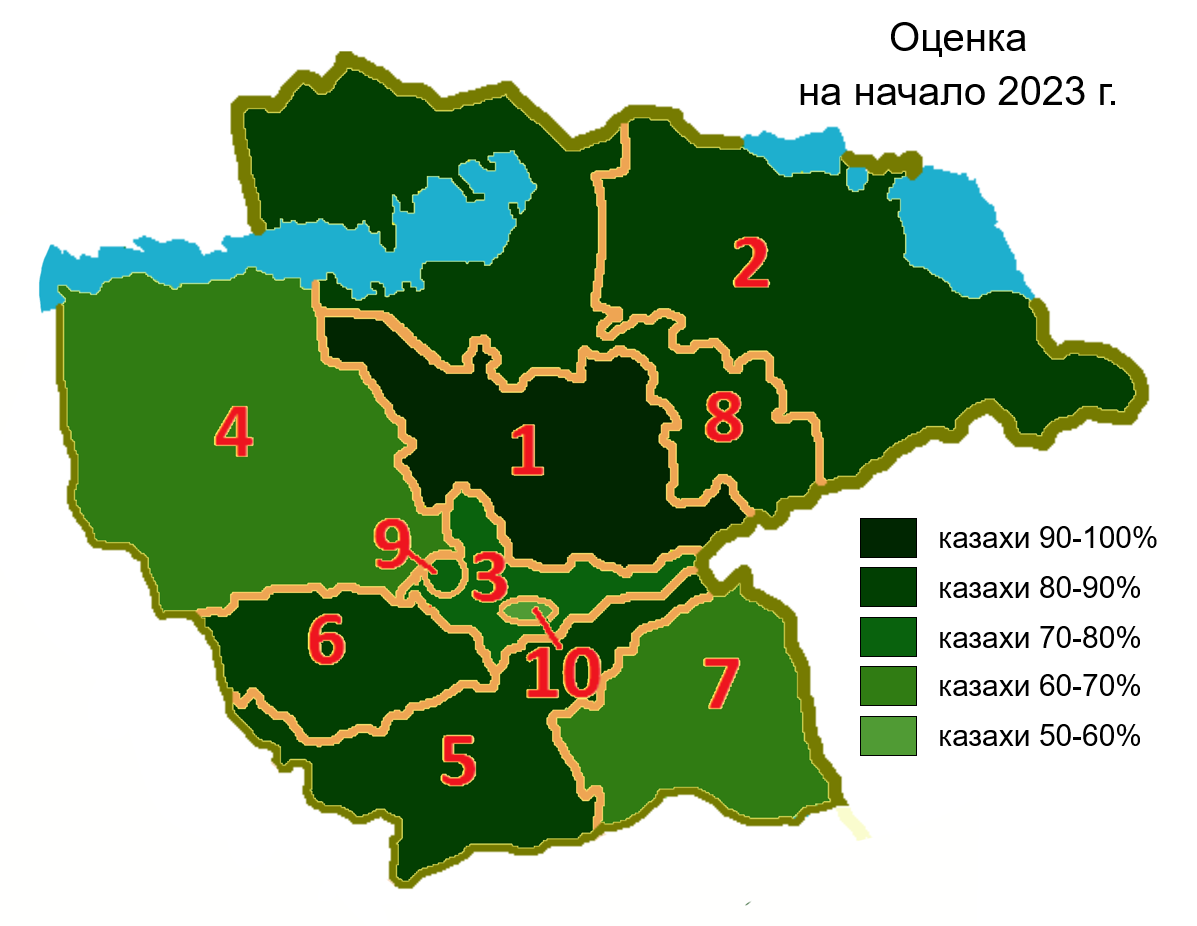
Крупнейший этнос по районам области по оценке на начало 2023 года

По данным на 1 августа 2022 года, население области составило 698 987 человек.